# Gran Premi d'Espanya del 2014
El Gran Premi d'Espanya de Fórmula 1 de la temporada 2014 es disputà al Circuit de Montmeló, del 9 a l'11 de maig del 2014.

## Resultats de la qualificació
| Pos                  | No | Pilot             | Constructor          | Part 1       | Part 2      | Part 3      | Sortida |
| -------------------- | -- | ----------------- | -------------------- | ------------ | ----------- | ----------- | ------- |
| 1                    | 44 | Lewis Hamilton    | Mercedes             | 1:27.238     | 1:26.210    | 1:25.232    | 1       |
| 2                    | 6  | Nico Rosberg      | Mercedes             | 1:26.764     | 1:26.088    | 1:25.400    | 2       |
| 3                    | 3  | Daniel Ricciardo  | Red Bull-Renault     | 1:28.053     | 1:26.613    | 1:26.285    | 3       |
| 4                    | 77 | Valtteri Bottas   | Williams-Mercedes    | 1:28.198     | 1:27.563    | 1:26.632    | 4       |
| 5                    | 8  | Romain Grosjean   | Lotus-Renault        | 1:28.472     | 1:27.258    | 1:26.960    | 5       |
| 6                    | 7  | Kimi Räikkönen    | Ferrari              | 1:28.308     | 1:27.335    | 1:27.104    | 6       |
| 7                    | 14 | Fernando Alonso   | Ferrari              | 1:28.329     | 1:27.602    | 1:27.140    | 7       |
| 8                    | 22 | Jenson Button     | McLaren-Mercedes     | 1:28.279     | 1:27.570    | 1:27.335    | 8       |
| 9                    | 19 | Felipe Massa      | Williams-Mercedes    | 1:28.061     | 1:27.016    | 1:27.402    | 9       |
| 10                   | 1  | Sebastian Vettel  | Red Bull-Renault     | 1:27.958     | 1:27.052    | Sense temps | 151     |
| 11                   | 27 | Nico Hülkenberg   | Force India-Mercedes | 1:28.155     | 1:27.685    |             | 10      |
| 12                   | 11 | Sergio Pérez      | Force India-Mercedes | 1:28.469     | 1:28.002    |             | 11      |
| 13                   | 26 | Daniïl Kviat      | Toro Rosso-Renault   | 1:28.074     | 1:28.039    |             | 12      |
| 14                   | 21 | Esteban Gutiérrez | Sauber-Ferrari       | 1:28.374     | 1:28.280    |             | 13      |
| 15                   | 20 | Kevin Magnussen   | McLaren-Mercedes     | 1:28.389     | Sense temps |             | 14      |
| 16                   | 25 | Jean-Éric Vergne  | Toro Rosso-Renault   | 1:28.194     | Sense temps |             | 212     |
| 17                   | 99 | Adrian Sutil      | Sauber-Ferrari       | 1:28.563     |             |             | 16      |
| 18                   | 4  | Max Chilton       | Marussia-Ferrari     | 1:29.586     |             |             | 17      |
| 19                   | 17 | Jules Bianchi     | Marussia-Ferrari     | 1:30.177     |             |             | 18      |
| 20                   | 9  | Marcus Ericsson   | Caterham-Renault     | 1:30.312     |             |             | 19      |
| 21                   | 10 | Kamui Kobayashi   | Caterham-Renault     | 1:30.375     |             |             | 20      |
| 107% temps: 1:32.837 |    |                   |                      |              |             |             |         |
| NC3                  | 13 | Pastor Maldonado  | Lotus-Renault        | Sense temps3 |             |             | 22      |
| Font:                |    |                   |                      |              |             |             |         |

Notes:
- ^1  — Sebastian Vettel va ser penalitzat amb 5 posicions per substituir la caixa de canvi abans de la cursa.
- ^2  — Jean-Éric Vergne va ser penalitzat amb 10 posicions.
- ^3  — Pastor Maldonado no va fer un temps però va ser requalificat per la cursa pels comissaris.

## Resultats de la Cursa
| Pos   | No | Pilot             | Constructor          | Voltes | Temps / Retirada | Pos.Sortida | Punts |
| ----- | -- | ----------------- | -------------------- | ------ | ---------------- | ----------- | ----- |
| 1     | 44 | Lewis Hamilton    | Mercedes             | 66     | 1:41:05.155      | 1           | 25    |
| 2     | 6  | Nico Rosberg      | Mercedes             | 66     | +0.636           | 2           | 18    |
| 3     | 3  | Daniel Ricciardo  | Red Bull-Renault     | 66     | +49.014          | 3           | 15    |
| 4     | 1  | Sebastian Vettel  | Red Bull-Renault     | 66     | +1:16.702        | 15          | 12    |
| 5     | 77 | Valtteri Bottas   | Williams-Mercedes    | 66     | +1:19.293        | 4           | 10    |
| 6     | 14 | Fernando Alonso   | Ferrari              | 66     | +1:27.743        | 7           | 8     |
| 7     | 7  | Kimi Räikkönen    | Ferrari              | 65     | +1 Volta         | 6           | 6     |
| 8     | 8  | Romain Grosjean   | Lotus-Renault        | 65     | +1 Volta         | 5           | 4     |
| 9     | 11 | Sergio Pérez      | Force India-Mercedes | 65     | +1 Volta         | 11          | 2     |
| 10    | 27 | Nico Hülkenberg   | Force India-Mercedes | 65     | +1 Volta         | 10          | 1     |
| 11    | 22 | Jenson Button     | McLaren-Mercedes     | 65     | +1 Volta         | 8           |       |
| 12    | 20 | Kevin Magnussen   | McLaren-Mercedes     | 65     | +1 Volta         | 14          |       |
| 13    | 19 | Felipe Massa      | Williams-Mercedes    | 65     | +1 Volta         | 9           |       |
| 14    | 26 | Daniïl Kviat      | Toro Rosso-Renault   | 65     | +1 Volta         | 12          |       |
| 15    | 13 | Pastor Maldonado  | Lotus-Renault        | 65     | +1 Volta         | 22          |       |
| 16    | 21 | Esteban Gutiérrez | Sauber-Ferrari       | 65     | +1 Volta         | 13          |       |
| 17    | 99 | Adrian Sutil      | Sauber-Ferrari       | 65     | +1 Volta         | 16          |       |
| 18    | 17 | Jules Bianchi     | Marussia-Ferrari     | 64     | +2 Voltes        | 18          |       |
| 19    | 4  | Max Chilton       | Marussia-Ferrari     | 64     | +2 Voltes        | 17          |       |
| 20    | 9  | Marcus Ericsson   | Caterham-Renault     | 64     | +2 Voltes        | 19          |       |
| Ret   | 10 | Kamui Kobayashi   | Caterham-Renault     | 34     | Frens            | 20          |       |
| Ret   | 25 | Jean-Éric Vergne  | Toro Rosso-Renault   | 24     | Exhaust          | 21          |       |
| Font: |    |                   |                      |        |                  |             |       |